# DN1A főút (Románia)
A DN1A (románul: Drumul Naţional 1A) 184 kilométer hosszú, másodrendű főút Romániában, amely Bukarestet (Mogoșoaia) és Brassót köti össze, lényegében a DN1-es elsőrendű főúttal párhuzamosan. Ilfov, Dâmbovița, Prahova és Brassó megyéken halad át. Az úton gyakoriak a torlódások a Prahova völgyébe irányuló turistaforgalom miatt.
Kezelését a nemzeti közúti infrastruktúrát kezelő cég (CNAIR) bukaresti igazgatósága végzi.